# Bezirk Głogów
Bezirk Głogów – dawny powiat (Bezirk) kraju koronnego Królestwo Galicji i Lodomerii, funkcjonujący w latach 1854–1867. Siedzibą starostwa było miasteczko Głogów (Głogów Małopolski).

## Historia
Bezirk Głogów utworzono w ramach reformy uwłaszczeniowej z okresu Wiosny Ludów (1848–1849), która likwidowała jurysdykcję właściciela ziemskiego nad poddanymi. W Galicji, dominium – jako podstawowa jednostka administracyjna i filar systemu feudalnego straciło rację bytu. Konieczne stało się zatem wprowadzenie nowego systemu administracyjnego, którego zręby powstały w latach 1851–1855. Nowy trójstopniowy podział administracyjny objął 21 cyrkułów (niem. Kreise), 179 małych powiatów (niem. Bezirke) i ponad 6000 gmin (niem. Gemeinde). 
Bezirk Głogów objął obszar o wielkości 5,6 mil², zamieszkany przez 23.759 ludzi i podzielony na 25 gmin katastralnych, w tym jedno jedno miasteczko (Głogów). Wszedł w skład cyrkułu rzeszowskiego, jako jeden z jego jedenastu powiatów. Powiat miał specyficznie rozczłonkowaną wschodnią granicę, szczegółnie w rejonie Pogwizdowa.
Po nadaniu Galicji autonomii oraz powołaniu samorządu gminnego i powiatowego w 1865 zlikwidowano cyrkuły (Kreise). Dotychczasowe małe powiaty (Bezirke) w liczbie 179, utrzymały się do 1867 roku, kiedy to w następstwie kolejnej reformy administracyjnej (23 stycznia 1867) zostały zastąpione przez 74 większych powiatów. Obszar zniesionego Bezirk Głogów wszedł wtedy w skład nowych powiatów: rzeszowskiego, kolbuszowskiego i łańcuckiego (vide podział w tabeli poniżej). 19 czerwca 1867 i 1 sierpnia 1878 częściowo zmieniono granice tych powiatów. Gmina Mrowla inicjalnie, przez pół roku, stanowiła eksklawę powiatu kolbuszowskiego na terenie powiatu rzeszowskiego.

## Podział administracyjny (1854)
| Lp. | Gmina jednostkowa                           | Powierzchnia | Ludność | Powiat w 1867 po zniesieniu |
| --- | ------------------------------------------- | ------------ | ------- | --------------------------- |
| 1   | Głogów (m) z Borsukiem, Leśną Wolą i Wygodą | 2431         | 2490    | rzeszowski                  |
| 2   | Rogoźnica                                   | 653          | 433     | rzeszowski                  |
| 3   | Styków, Annopol, Budki i Szczur             | 1725         | 624     | kolbuszowski                |
| 4   | Wola Głogowska                              | –            | 197     | rzeszowski                  |
| 5   | Rudna Wielka                                | 1351         | 1092    | rzeszowski                  |
| 6   | Rudna Mała (vel Reiterada)                  | 2134         | 723     | rzeszowski                  |
| 7   | Zaczernie                                   | 3145         | 1483    | rzeszowski                  |
| 8   | Trzebownisko                                | 1419         | 823     | rzeszowski                  |
| 9   | Nowa Wieś                                   | 597          | 614     | rzeszowski                  |
| 10  | Jasionka, część I                           | 2184         | 997     | rzeszowski                  |
| 11  | Jasionka, część II                          | 645          | 997     | rzeszowski                  |
| 12  | Wólka pod Lasem                             | 919          | 658     | łańcucki                    |
| 13  | Wysoka                                      | 3183         | 1495    | rzeszowski                  |
| 14  | Przewrotne                                  | 4455         | 1553    | kolbuszowski                |
| 15  | Pogwizdów (vel Gwizdów)                     | 735          | 416     | kolbuszowski                |
| 16  | Hucisko                                     | 1310         | 530     | kolbuszowski                |
| 17  | Werynia i Kłapówka                          | 3730         | 1268    | kolbuszowski                |
| 18  | Widełka                                     | 4700         | 1799    | kolbuszowski                |
| 19  | Poręby                                      | 3000         | 309     | kolbuszowski                |
| 20  | Kupno                                       | 2140         | 1096    | kolbuszowski                |
| 21  | Budy                                        | 4540         | 1307    | rzeszowski                  |
| 22  | Zabajka                                     | 536          | 319     | rzeszowski                  |
| 23  | Bratkowice, Selkowa i Czekaj                | 8153         | 2235    | rzeszowski                  |
| 24  | Mrowla                                      | 1438         | 900     | kolbuszowski                |
| 25  | Lipie                                       | 976          | 398     | rzeszowski                  |

Objaśnienie:
(M) = miasto; (m) = miasteczko